# 謝昶
謝昶（1422年—1501年），字伯明，湖廣黃州府黃岡縣人，民籍。明朝政治人物。進士出身。

## 生平
正統六年（1441年）辛酉科湖廣鄉試第二十五名。正統十三年（1448年）戊辰科會試第五十五名，殿試登進士第二甲第三十九名。授户部主事，转员外郎，升四川重庆知府，天顺三年知九江府。成化五年（1471年）任江西贛州府知府。歷四川右布政使。成化十七年（1481年）陞左布政使。累官都察院右副都御史、巡抚贵州。成化二十三年（1487年）被劾致仕。

## 家族
曾祖父謝信勤。祖父謝志善。父亲謝希哲，曾任長垣縣縣丞。